# 베아트리스 리코
베아트리스 리코(스페인어: Beatriz Rico, 1970년 2월 25일 ~ )는 스페인의 배우이다.